# Det Betales
Det Betales – norweska grupa muzyczna, powstała pod koniec lat 70. XX wieku w Nedre Eiker. 
Muzycy stanowią tribute band grający utwory grupy The Beatles. Zespół koncertował w takich krajach jak między innymi Argentyna, Polska, Hiszpania czy Wielka Brytania. Grupa ma na swoim koncie współpracę z Tonym Sheridanem, z którym gościnnie występowała.
Pierwszy podwójny singel zespołu zawierający utwory „Help!” oraz „I Want to Hold Your Hand” wydano w 1995 roku.
Debiutancki album studyjny grupy zatytułowany Det Betales ukazał się 2 czerwca 2008 roku. 
W 2009 roku ich utwór „Jacqueline” zakwalifikował się do ścisłego finału polskich preselekcji eurowizyjnych „Piosenka dla Europy 2009”, mających wyłonić reprezentanta na 54. Konkurs Piosenki Eurowizji. Podczas koncertu 14 lutego 2009 roku grupa wystąpiła jako druga w kolejności, zajmując ostatecznie dziesiąte miejsce w ogólnej klasyfikacji konkursu.
Allan Williams, menedżer The Beatles, okrzyknął norweską grupę „najlepszym zespołem grającym covery The Beatles na świecie”.

## Dyskografia
Opracowano na podstawie materiału źródłowego.
- 2008: Det Betales
- 2009: Norwegian Would